# Raïon de Segueja
Le raïon de Segueja (russe : Сегежский район, carélien : Segežan piiri) est l'un des seize raïons de la République de Carélie en Russie.

## Description
Son centre administratif est Segueja.

## Politique et administration

### Statut
Le raïon est un des seize raïons de la république de Carélie, dans le district fédéral du Nord-Ouest. Son statut est un raïon municipal, et il comporte ainsi plusieurs municipalités à l'intérieur de lui,.

### Tendances politiques
| Scrutin             | 1er tour | 1er tour | 1er tour | 1er tour | 1er tour | 1er tour | 1er tour | 1er tour | 1er tour | 1er tour | 1er tour | 1er tour | 2d tour                  | 2d tour                  | 2d tour                  | 2d tour                  | 2d tour                  | 2d tour                  | 2d tour                  | 2d tour                  |
| Scrutin             | 1er      | 1er      | %        | 2e       | 2e       | %        | 3e       | 3e       | %        | 4e       | 4e       | %        | 1er                      | %                        | 2e                       | %                        | 3e                       | %                        | 4e                       | %                        |
| ------------------- | -------- | -------- | -------- | -------- | -------- | -------- | -------- | -------- | -------- | -------- | -------- | -------- | ------------------------ | ------------------------ | ------------------------ | ------------------------ | ------------------------ | ------------------------ | ------------------------ | ------------------------ |
| Présidentielle 2012 |          | ER       | 56,36    |          | KPRF     | 16,46    |          | SE       | 9,55     |          | LDPR     | 8,87     | Victoire au premier tour | Victoire au premier tour | Victoire au premier tour | Victoire au premier tour | Victoire au premier tour | Victoire au premier tour | Victoire au premier tour | Victoire au premier tour |
| Gouvernorale 2017   |          | ER       | 56,58    |          | SRZP     | 23,20    |          | KPRF     | 10,81    |          | LDPR     | 5,98     | Victoire au premier tour | Victoire au premier tour | Victoire au premier tour | Victoire au premier tour | Victoire au premier tour | Victoire au premier tour | Victoire au premier tour | Victoire au premier tour |
| Présidentielle 2018 |          | ER       | 74,24    |          | KPRF     | 10,29    |          | LDPR     | 8,95     |          | GRANI    | 1,78     | Victoire au premier tour | Victoire au premier tour | Victoire au premier tour | Victoire au premier tour | Victoire au premier tour | Victoire au premier tour | Victoire au premier tour | Victoire au premier tour |

## Démographie
Recensements (*) ou estimations de la population
| 2002*  | 2009   | 2010   | 2011   |
| ------ | ------ | ------ | ------ |
| 15 624 | 46 357 | 41 215 | 41 146 |

| 2013   | 2015   | 2017   | 2019   |
| ------ | ------ | ------ | ------ |
| 39 665 | 38 472 | 37 265 | 35 854 |

| 2021   | - | - | - |
| ------ | - | - | - |
| 34 761 | - | - | - |